# Eparchie slavgorodská
Eparchie slavgorodská je eparchie ruské pravoslavné církve nacházející se v Rusku.

## Území a titul biskupa
Zahrnuje správní hranice území Slavgorodského, Kamenského, Bajevského, Krutichinského, Pankrušichinského, Ťumencevského, Blagověščenského, Zavjalovského, Ključevského, Mamontovského, Michajlovského, Rodinského, Romanovského, Burlinského, Sujetského, Německého národního, Kulundinského, Tabunského, Chabarského, Pavlovského, Rebrichinského a Šelabolichinského rajónu Altajského kraje.
Eparchiálnímu biskupovi náleží titul biskup slavgorodský a kamenský.

## Historie
Eparchie byla zřízena rozhodnutím Svatého synodu dne 5. května 2015 oddělením území z barnaulské eparchie. Stala se součástí nově vzniklé altajské metropole.
Prvním eparchiálním biskupem se stal jeromonach Vsevolod (Ponič), duchovní rostovské eparchie.

## Seznam biskupů
- 2015–2021 Vsevolod (Ponič)
- 2021–2025 Antonij (Prostichin)
- od 2025 Ioasaf (Višňakov)